# Distinktion (Logik)
Die Distinktion (lateinisch distinctio, Unterscheidung) wird in der Denkweise der Spätscholastik vom schottischen Theologen Johannes Duns Scotus (1266–1308) benutzt, um Wesensmerkmale bei der Begriffsbildung zu unterscheiden. Daraus entstehe die deutlich abgegrenzte, distinktive Erkenntnis, die den Gegenstand begrifflich in allen seinen Momenten erfasst.
Jüngere Philosophen wie René Descartes (1596–1650) nennen Klarheit und Deutlichkeit als Kriterien für Erkenntnis und Wahrheit. Die Klarheit ist das eindeutige Erkennen zusammen mit der Unverwechselbarkeit einer Vorstellung oder eines Begriffs. Die Deutlichkeit ist die exakte und nachvollziehbare Benennung von etwas, sie wird durch die klare und vollständige Erkenntnis seiner Merkmale bestimmt. Soweit die Logik im Rationalismus und bei Immanuel Kant.
Nach der von George Spencer-Brown 1969 entwickelten Laws of Form (dt. Gesetze der Form) ist die Distinktion die Ur-Operation des Kalküls, sei es als Auszeichnung, Markierung oder Unterscheidung. Wissen erlangt man in der Erfahrung aus den Ergebnissen praktischen Handelns.
Aufbauend darauf unterscheidet der Soziologe Rodrigo Jokisch in seiner Logik der Distinktionen (1996) zwei Formen der Differenz: die asymmetrische (dichotome, entweder- oder-) Unterscheidung, die der von Spencer-Brown entspricht, und die symmetrische (bivalente, sowohl-als-auch).